# Рудератсгофен
Рудератсгофен (нім. Ruderatshofen) — громада в Німеччині, знаходиться в землі Баварія. Підпорядковується адміністративному округу Швабія. Входить до складу району Остальгой. Складова частина об'єднання громад Біссенгофен.
Площа — 33,52 км2. Населення становить 1755 ос. (станом на 31 грудня 2020).

## Галерея

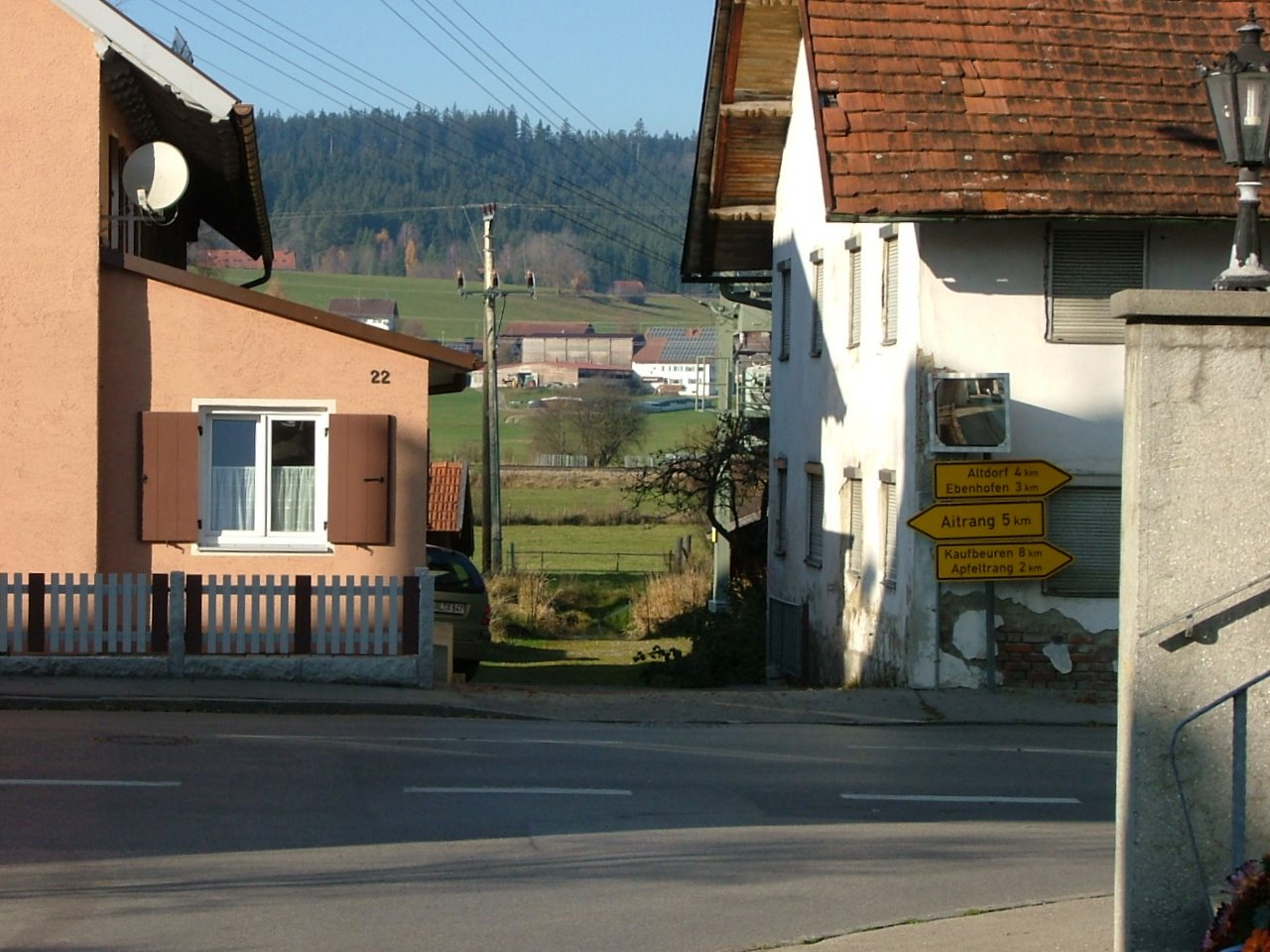